# Fondachelli-Fantina
Fondachelli-Fantina (Canneto en la antigüedad, Fondaco topónimo del lugar, Funnacheddi en siciliano, Funnaghellu en dialecto galoitálico de Sicilia) es un municipio (comune) pequeño de la provincia de Mesina en la región italiana de Sicilia, ubicado aproximadamente a 160 km al este de Palermo y alrededor de 40 km al suroeste de Mesina en las montañas Peloritani. Al 1 de enero de 2009, su población era de 1143 habitantes (552 hombres y 591 mujeres) y su superficie de 41 km². Es uno de los últimos Comuni di Sicilia en donde se habla la lengua galo-sícula.
Fondachelli-Fantina limita con los siguientes municipios o comuni: Novara di Sicilia al oeste, Antillo al este, Francavilla di Sicilia al sur y Rodì Milici al norte.

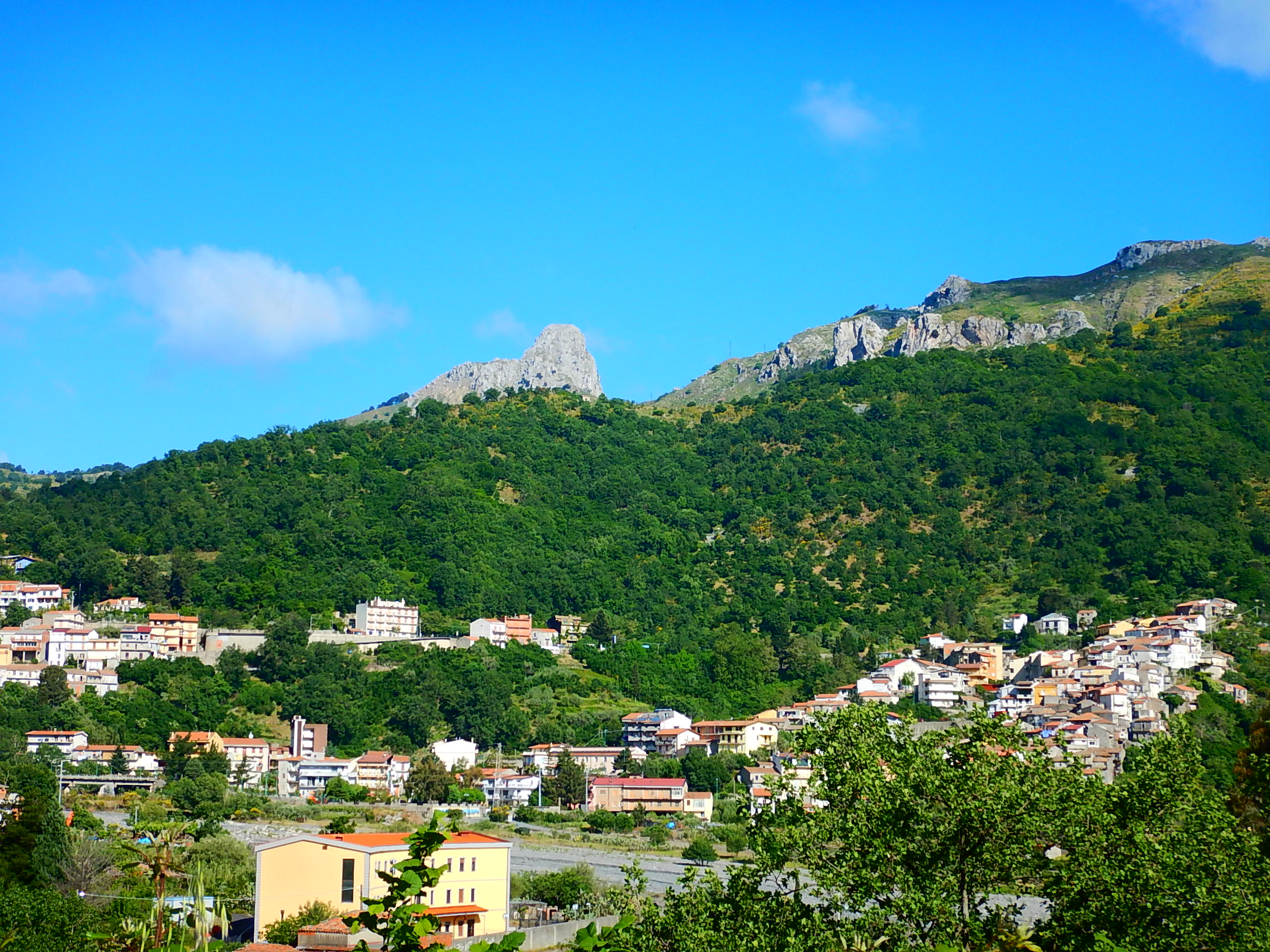
Fondachelli Fantina, paisaje

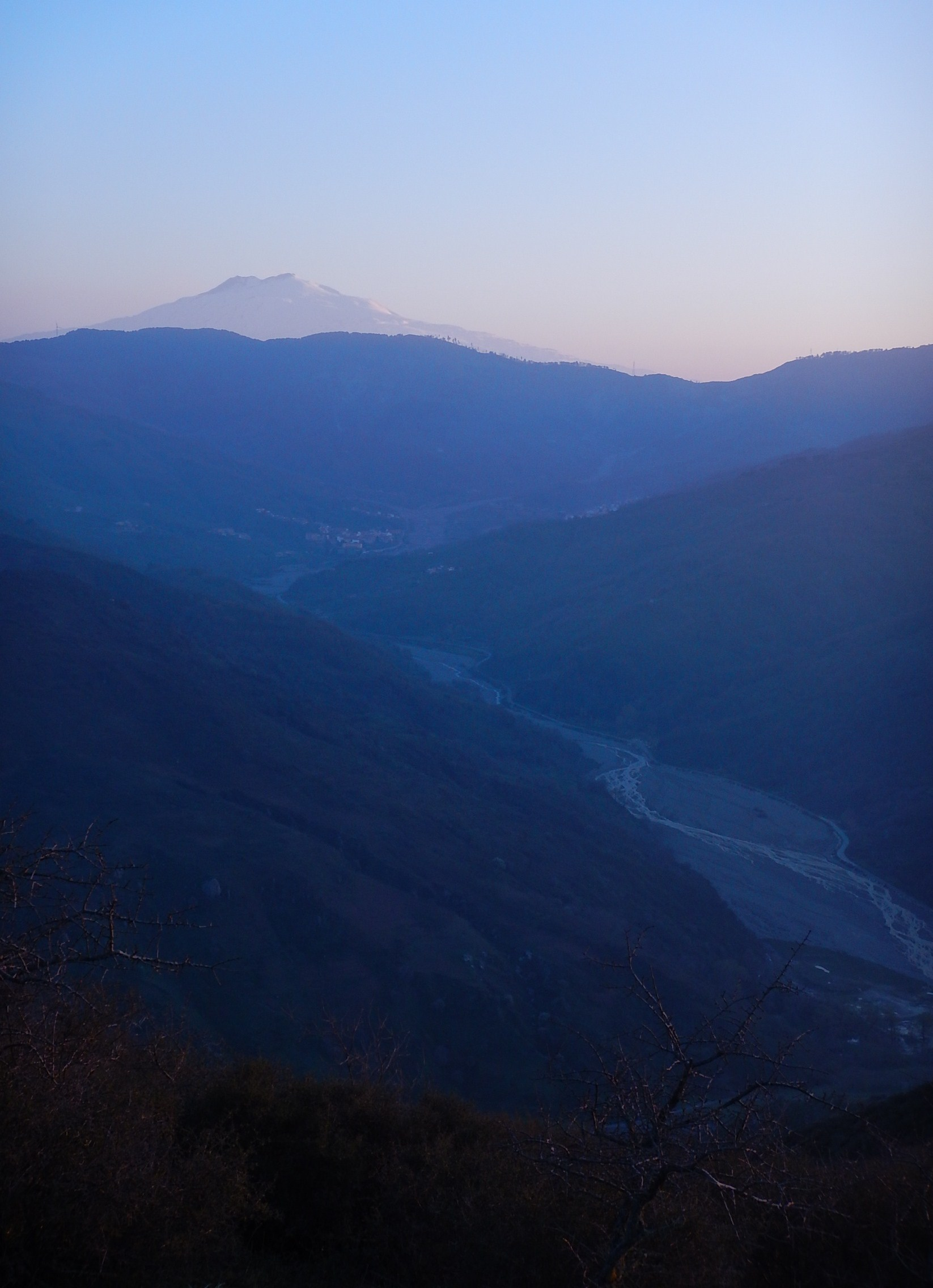
valle de Fondachelli Fantina

## Toponimia
El nombre del municipio deriva de la palabra fondaci (del árabe funduq: tiendas o almacenes) y de la palabra fantinia (del latín infans: niño). 

## Historia
El centro estaba formado en la antigüedad por varios caseríos dispersos, pertenecientes a la familia Palazzi y posteriormente a la de Gioieni de Novara. Durante la dominación normanda algunas poblaciones del norte de Italia se asentaron en el lugar y las huellas de su paso se pueden encontrar en el dialecto galo-sículo, que aún se habla en la región. Fondachelli-Fantina es hoy un importante reducto, desde un punto de vista histórico, por la presencia de este dialecto, que aún se conserva en otros siete lugares en Sicilia. Probablemente, cuando Roger I de Sicilia llegó a la isla trajo consigo soldados de Lombardía y Liguria, que, tras la expulsión de los árabes, les fueron concedidas tierras y permanecieron en la isla, fusionándose con la población local. Con el paso del tiempo el galo-sículo ha sido objeto de una reorganización de su original fonología, pues el dialecto tiene pequeños cambios de una región a otra, pero es precisamente la fracción de Fantina que, a causa de su secular aislamiento, mejor conserva el antiguo dialecto.

## Geografía
El municipio de Fondachelli-Fantina se encuentra en la provincia de Mesina, a unos 604 m sobre el nivel del mar entre Novara di Sicilia y Francavilla di Sicilia, en el límite de las montañas Peloritani, donde tienden a fundirse con el mar. Las montañas que rodean la ciudad forman una gran cuenca que se abre en el interior del lecho del río Patrì, a lo largo de los cuales se encuentran dispersas las diversas fracciones del municipio. Por un lado está la cadena de los Peloritani, compuesta geológicamente por esquistos cristalinos, con montañas bastante altas, como el Monte Bonavita de 1232 m y el Pizzo Polo de 959 m; por otro lado se alza en posición transversal el grupo de piedra caliza denominado Rocca Salvatesta con sus 1340 m y Rocche de 1209 m de altitud cerca del sitio prehistórico de Pizzo Vento donde se observan los equinoccios, que pertenecen a la cadena de Nebrodi. Por lo tanto Fondachelli-Fantina se encuentra justo en medio de dos cadenas montañosas. Desde Rocca Salvatesta se puede observar un amplio paisaje: el Santuario de Tindari, las Islas Eolias, Cabo Milazzo, Calabria, el Estrecho de Mesina y el imponente Etna. A los pies de la Rocca Salvatesta se extiende un denso bosque de pinos, llamado el bosque por la población local y protegidas por guardias y los trabajadores del bosque.

Ubicación del comune de Fondachelli-Fantina en la provincia de Mesina

Trefontane, Acquamenta y Cugno Merro son nombres de las montañas y los tres principales afluentes del río Patrì, aquellos que durante más de un siglo han llevado durante las inundaciones aguas abajo, toda la tierra para pastos y cultivos herbáceos. Cerca de la fracción de Fantina, a unos 7 km de Fondachelli donde el valle se estrecha, el Monte Baratta, con sus 1032 m desde donde nace el río del mismo nombre, tiene vistas a los distritos de Pernina, Baghigno Dodaro, Masseria y Raiù, todas deshabitadas después de las inundaciones de 1973. Los distritos de Carnale, Giarra y Fantina pasar por alto Pizzo Rossa y Monte Guggitto mientras que detrás de Ruzzolino y Serro se alzan los montes Serro Vento y Buon Riposo.

### Inundaciones

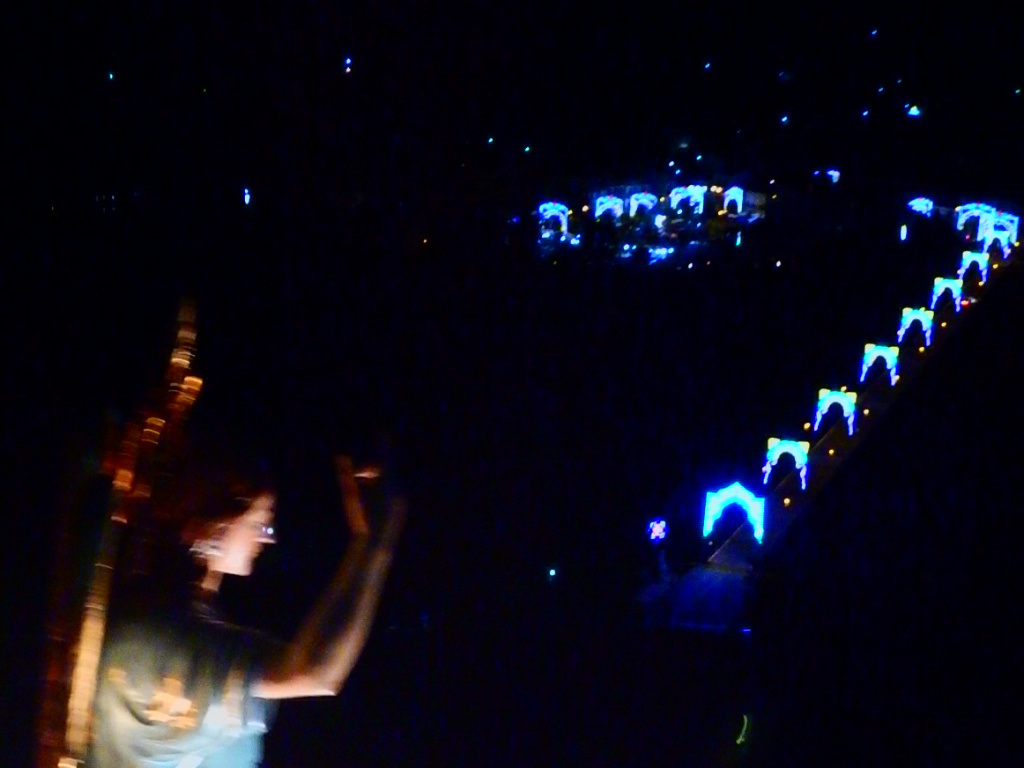
el santo patrón de Fondachelli Fantina es el Angel de la Guardia celebra el segundo domingo de julio

El territorio del municipio ha atravesado profundos cambios, a causa de las continuas inundaciones, que a menudo han tenido consecuencias trágicas y devastadoras. En la inundación de 1880, después de trece días de lluvia continúa, desaparecieron fracciones enteras, y ya por entonces se comprende que el único remedio es la reforestación. La situación empeoró cada vez más, con la sucesión de otras inundaciones, hasta la llegada de la autonomía administrativa de Novara di Sicilia, que tuvo lugar el 20 de junio de 1950. Las fracciones de Fondachelli y Fantina tuvieron la oportunidad de hacer uso de las facultades legislativas y medios financieros, e incluso de disponer con la ayuda de dinero en efectivo para el sur de la región, para poner un freno a la degradación de la tierra, con obras de contención y reforestación, y la puesta en marcha y la realización de diversas obras públicas. Graves daños en el territorio fueron causados por las actividades mineras desarrolladas entre 1720 y 1880, que originaron la construcción de veintiséis minas que se habían extendido en todo el territorio de Fondachelli y Fantina. Las minas que requieren mucho apoyo de madera para las bóvedas de las galerías, constituyen túneles subterráneos que también debilitan la estabilidad del suelo. A medida que más montañas eran erosionadas, se aumentaba el peligro del río Patrì. Mucho se había hecho antes, pero debido a la magnitud de la destrucción del medio ambiente, las intervenciones todavía resultan insuficientes. Fueron los años de la década de 1950 de renacimiento y despertar después de varios años de abandono y la pobreza. De ahí surgieron carreteras para poner en comunicación los distintos distritos, se construyeron casas y acueductos. La población llegó a unos 3700 habitantes, pero ya en 1951 una inundación había dañado bastiones, jardines y casas, y otra en 1958 enterró también un molino y algunas casas en Ruzzolino, cerca del torrente del río. La furia de la corriente y la tormenta golpeó de nuevo después de veinte años con la inundación de 1973, cuando una avalancha de agua, barro, escombros y grandes piedras, rompieron los diques, casas, que con cuatro muertos provocó el terror y el éxodo de cerca de seis centenares de personas y la completa despoblación de la fracción de Raiù, la zona más afectada. Los deslizamientos de tierra han sido siempre tan imprevisible en los diferentes lugares del valle que ahora han sido abandonadas muchas fracciones: Pernina, Masseria, Baghigno Dodaro, Sant'Antonio, Belardo y Serro Ruzzolino.

### Vías de comunicación
Fondachelli-Fantina estaba muy aislada en el pasado por la falta de vías de comunicación tanto a las regiones de la costa del Mar Tirreno como hacia los de la costa jónica. Las únicas carreteras estaban constituidas por caminos para mulas. Hoy existen carreteras, incluso en el lado hacia el Tirreno, que combina Fondachelli-Fantina con Rodì Milici apoyándose principalmente sobre las márgenes del río y que durante el invierno suelen ser dañadas por la violencia de las lluvias que engrosan el torrente y que causan bloqueos debido a los deslizamientos de tierra. Por ello a menudo son necesarios trabajos de intervención temprana para desbloquear las interrupciones de las vías de comunicación. Por otro lado la carretera que une al municipio con las regiones de la costa jónica es largo y tortuoso y a menudo es poco transitable por la presencia de nieve y niebla densa. Cabe destacar el proyecto de construcción de la carretera de alta velocidad entre las dos costas, que cruzará el municipio de Fondachelli-Fantina, que incluye la construcción de un túnel en las montañas de la región, para poner en comunicación el valle del río Patrì con la del río Alcantara. Este es un proyecto en una fase avanzada, en el que participaron una veintena de municipios de la provincia de Mesina, que son atravesados por la famosa intervalliva. 
Por lo tanto otra vez más como en el pasado, el río Patrì que era conocido antiguamente como el río Longane (Longanus en latín) y fuera escenario de batallas entre mamertinos y las fuerzas de Siracusa alrededor de 269 a. C., sigue siendo la vía de comunicación entre los dos mares.

## Evolución demográfica
| Gráfica de evolución demográfica de Fondachelli-Fantina entre 1861 y 2001 |
|                                                                           |
| Fuente ISTAT - elaboración gráfica de Wikipedia                           |

## Galería fotográfica

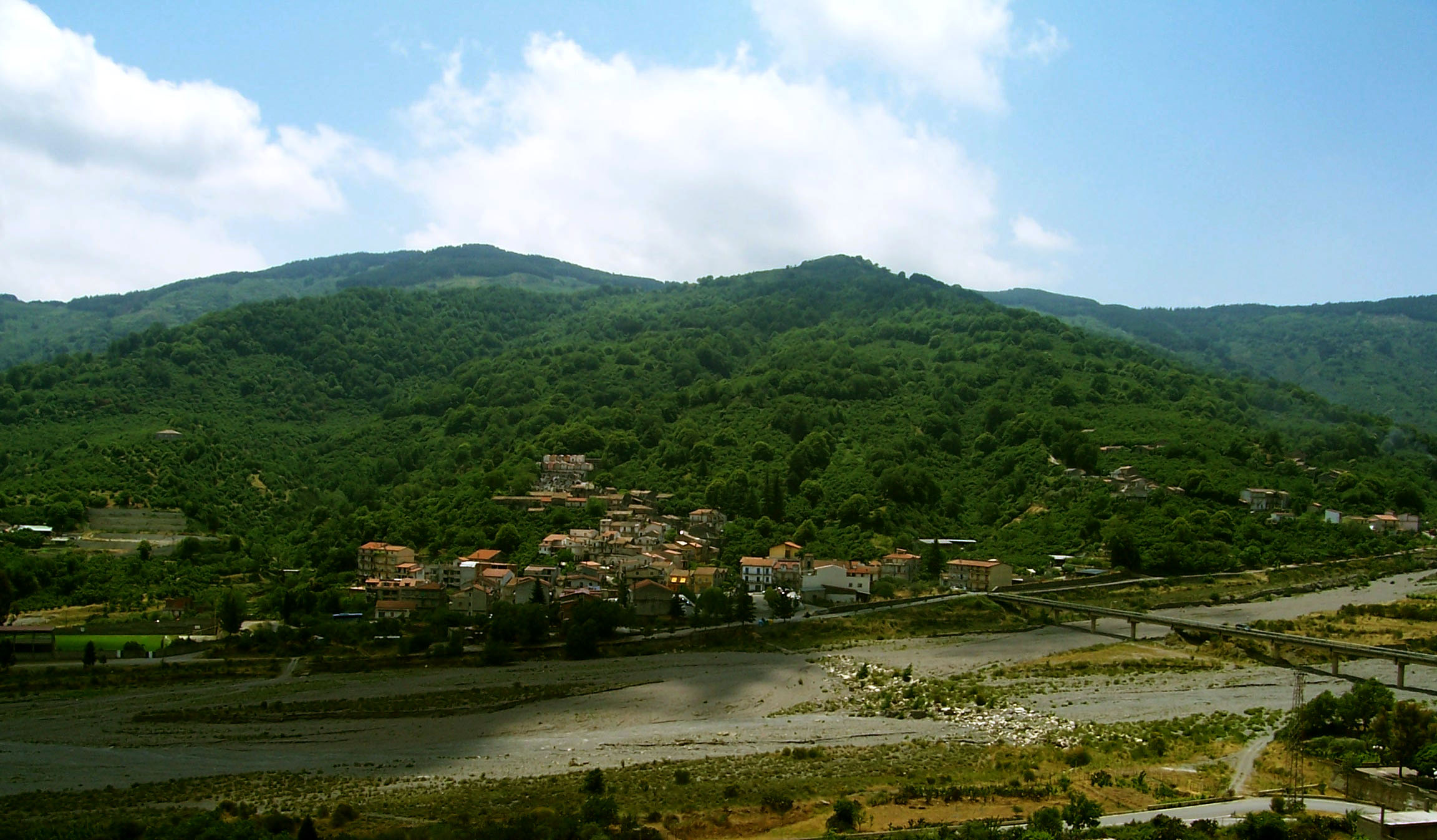
(vista satelital)]

- La fracción de Chiesa en el mes de junio. satelital)